# Irene (mitologia)
Irene (em grego clássico:  Εἰρήνη, AFI: [eiˈrɛːnɛː], "profecia"), na mitologia grega, era uma das horas, filhas de Zeus e de Têmis, deusa guardiã da ordem natural, do ciclo anual de crescimento, das profecias e da vegetação e das estações climáticas anuais. 
Era a personificação da paz, das profecias, e descrita na arte como uma bela jovem que portava uma cornucópia e uma tocha ou um ritão. Sua equivalente na mitologia romana era Pax.